# شيتونا
شيتونا هي مدينة إيطالية تقع في الجزء الجنوبي من مقاطعة سينيا، توسكانا، في منطقة يلتقي فيها كلاً من إقليمي أومبريا ولازيو.
يبلغ الارتفاع الجغرافي ما بين 250 مترًا (820 قدمًا) و1148 مترًا (3766 قدمًا) من جبل مونتي شيتونا، حيث تقع المدينة على بعد 350 مترًا (1150 قدمًا).

## التاريخ
اكتشف العلماء أحد أقدم المستوطنات البشرية في وسط إيطاليا في مونتي شيتونا، مثل كهف غوستو الذي يعود إلى العصر الحجري الحديث (القرن 40-80 قبل الميلاد) وكهف لاتايا (القرن 9-10 قبل الميلاد). يحتوي منتزه Belverde على 25 كهفًا من عصور ماقبل التاريخ والعصر البرونزي أيضًا، مثل كهف سان فرانسيسكو (San Francesco)، بالإضافة إلى العديد من المواقع المكتشفة، والتي تعود إلى الحضارة الإتروسكانية.
نشأت مدينة شيتونا على سفح التلال حول قلعة الروكا، وتحتوي على برج مربع الشكل (منذ حوالي 900 سنة ميلادية) بالإضافة إلى جدار محصن داخلي، أصبحت تعرف فيما بعد باسم قلعة Scitonia. في أول ذكر للكومونة، في نهاية القرن الحادي عشر، منح البابا غريغوري السابع حقوقًا إقطاعية لأحد أفراد عائلته؛ الدوبرانديشي، ثم باع ورثة العائلة تلك الحقوق،  وفي القرن الرابع عشر، أصبحت شيتونا تحت حكم سيينا ثم أورفيتو (حتى عام 1354)، وبعد فترة وجيزة، وتحت حكم بيروجيا، استولت عليها سيينا وضمتها تحت محافظتها. تم بناء سور خارجي يحتوي على برجين دائريين (سنة 1458). وفي عام 1556، باع دوق توسكانا الأكبر Cosimo I de 'Medici شيتونا 1556 لـ Chiappino Vitelli (1519-1575)، والذي بدوره حوّل القلعة إلى مسكن خاص، وبنى ساحة تحتها؛ والتي تسمى اليوم بيازا غاريبالدي. أنشأ أحفاد Vitelli أيضًا Palazzo Vitelli في أواخر القرن السابع عشر. ارتبطت شيتونا بسارتيانو (1772-1840)، وضُمت إلى إيطاليا في عام 1861.
من المحتمل أن ينحدر اسم Cetona أو Citonia (الاختلاف المحلي) من الكلمة اللاتينية caedita، والتي تعني «مقطوع، أو منزوع الغابات» وذلك لما حل لها من إزالةٍ للغابات وحصدٍ لمزروعاتها. ربما تم تسمية أحد أوائل المعموديات المسيحية -والتي أصبحت الآن كنيسة أبرشية، مذكورة في الوثائق باسم baptisterium Sancti Johannis de Queneto أو de Queteno- في إشارة إلى تيار Chieteno والذي يتدفق جنوب شيتونا مباشرة.

## أبرز المعالم السياحية
تُعرض بعض الاكتشافات الأثرية في Museo Civico per la Preistoria del Monte Cetona (في وسط المدينة) والتي بدورها تدير أيضًا Parco Archeologico Naturalistico del Monte Cetona (ثلاثة كيلومترات باتجاه جبل Monte Cetona). لا تزال قلعة روكا الموجودة على التل مملوكة للقطاع الخاص، بينما على التل الآخر يوجد Palazzo a Parco Terrosi (1750)، والذي يملكه فالنتينو.
الكنائس الموجودة في شيتونا هي Chiesa di San Michele Arcangelo (تم بناؤها عام 1155) وكنيسة Chiesa la Collegiata della San Trinita (والتي تم بناءها في 1475)، بالإضافة إلى Convento di San Francesco (والتي وجدت منذ عام 1212) و Convento di Santa Maria a Belverde (اللوحات الجدارية لكولا. بتروتشيولي من أورفيتو).

## الاقتصاد
شيتونا اليوم هي منطقة تقليدية زراعية تشتهر بالكرمة والزيتون، حيث يعتمد اقتصادها بشكل كبير على السياحة الزراعية.

## وصلات خارجية
- شيتونا - الصور والتاريخ

بلديات